# Jack Starsmore
Jack Starsmore è un personaggio dei fumetti pubblicati dalla Marvel Comics. All'interno dell'Universo Marvel è un mutante che fa parte della formazione Vittoriana del Clan Akkaba. Ha fatto la sua prima apparizione nella miniserie X-Men: Apocalypse vs. Dracula.

## Poteri e abilità
Diversamente dalla maggior parte dei membri del Clan Akkaba, Jack non possiede il tipico potere mutaforma di Apocalisse bensì l'abilità di sputare fuoco dalla bocca. Il suo potere è piuttosto versatile. Infatti le sue fiamme possono sia incenerire che produrre un impatto. Inoltre Jack è in grado di aumentarne o diminuirne l'intensità, il calore e la dimensione. Ha anche mostrato l'abilità di assorbire fiamme dalla bocca e di essere immune dagli effetti del calore e del fuoco. Quando i suoi poteri sono attivi, i suoi occhi si illuminano.

## Relazioni con altri personaggi
Jack Starsmore è un antenato del mutante Jonothan Starsmore (Chamber) membro degli X-Men e di Generation X. I loro poteri (prima del depotenziamento di Chamber subito dopo House of M) sono simili (anche se Jono possiede un maggior numero di abilità ed è incapace di controllare il suo potere che infatti ne devasta il volto).